# Indals församling
Indals församling är en församling i Medelpads kontrakt i Härnösands stift. Församlingen ingår i Medelpads  norra pastorat och ligger i Sundsvalls kommun i Västernorrlands län, Medelpad.

## Administrativ historik
Församlingen har medeltida ursprung.
Församlingen utgjorde i början av 1300-talet ett eget pastorat för att därefter  till 15 mars 1889 vara moderförsamling i pastoratet Indal, Liden och Holm. Från 15 mars 1889 utgjorde församlingen ett eget pastorat till en tidpunkt efter 1998 men före 2003 från vilken den är moderförsamling i pastoratet Indal, Liden, Holm och Sättna. 1 januari 2025 uppgick församlingen i norra Medelpads pastorat.

## Kyrkor
- Indals kyrka

## Kyrkoherdar
| Ämbetstid | Namn                      | Levnadstid | Övrigt |
| --------- | ------------------------- | ---------- | ------ |
| 1480–1510 | Pater Josephus            |            |        |
| 1530      | Brynolphus Helsingus      |            |        |
| 1543–1547 | Pedher                    |            |        |
| 1555      | Erik                      |            |        |
| 1561–1581 | Olof Jonsson              |            |        |
| 1582–1632 | Andreas Olai              | –1632      |        |
| 1632–1659 | Olaus Andreae             | –1659      |        |
| 1660–1661 | Jonas Petri Kexlerus      | –1661      |        |
| 1662–1695 | Johan Clementis Thelaus   | 1629–1695  |        |
| 1697–1713 | Olaus AEdenius            | 1630–1713  |        |
| 1715      | Petrus Arling             | 1674–1715  |        |
| 1716–1717 | Petrus Jonae Fernbom      | 1655–1717  |        |
| 1719–1721 | Israel Thelberg           | 1685–1721  |        |
| 1722–1743 | Johannes Stecksenius      | 1679–1743  |        |
| 1745      | Haquin Drake              | 1699–1745  |        |
| 1747–1774 | Petrus Erici Lang         | 1709–1774  |        |
| 1776–1797 | Andreas Göransson Oldberg | 1729–1797  |        |
| 1799      | Elof Frisendal            | 1735–1799  |        |
| 1802–1831 | Nils Henr. Aurén          | 1755–1831  |        |
| 1833–1836 | Pehr Lagergren            | 1778–1836  |        |
| 1840–1856 | Pehr Svedberg             | 1791–1856  |        |
| 1858–1888 | Lars Bergström            | 1803–1888  |        |
| 1890–1916 | Petrus Englund            | 1836–1916  |        |